# 안장점

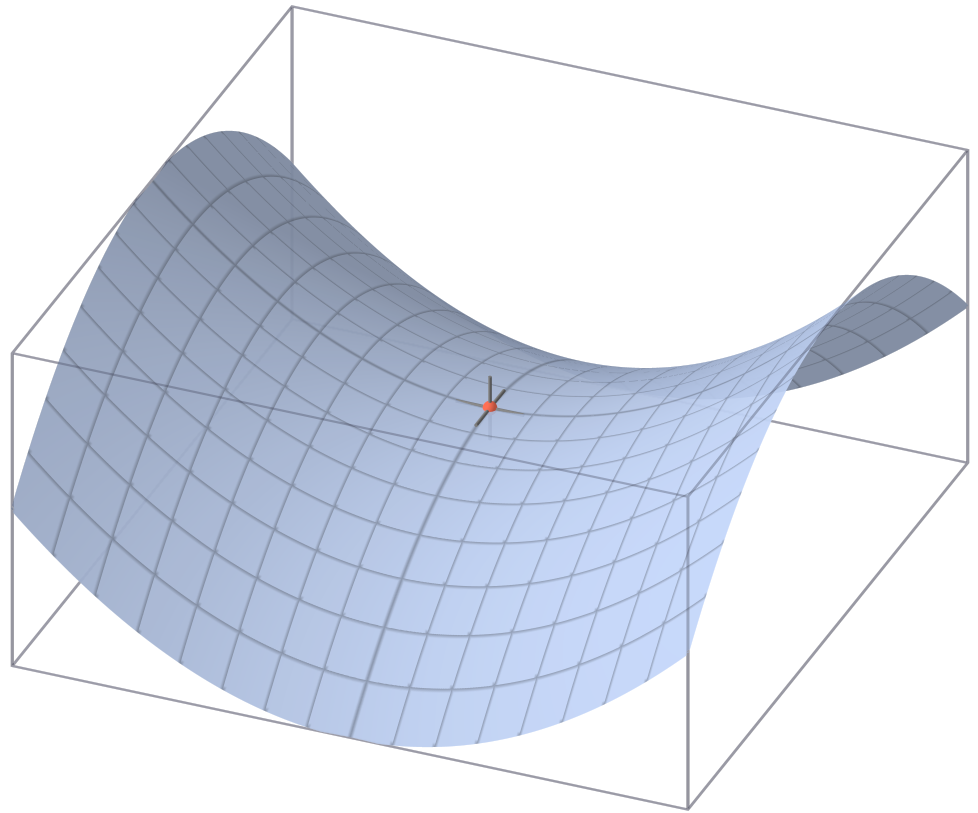
함수 의 안장점.

안장점(鞍裝點; saddle point)은 다변수 실함수의 변역에서, 어느 방향에서 보면 극대값이지만 다른 방향에서 보면 극소값이 되는 점이다.
수학에서 안장점이란 정류점이지만 극값을 가지지 않는 점을 말한다. 이차원의 시각에서 어느 방향에서 보면 아래로 굽어있지만 다른 방향에서 보면 위로 굽어있는 전형적인 모양이 고개 모양 혹은 안장과 닮았다고 하여 붙여졌다. 등고선의 관점에서 이차원에서의 안장점은 두 등고선의 교차점으로 나타난다.

## 정의
점 {\displaystyle (a_{1},\cdots ,a_{n})}이 다변수 실함수 {\displaystyle f(x_{1},\cdots ,x_{n})}의 안장점이라는 것은, 영벡터가 아닌 2개의 벡터 {\displaystyle (M_{1},\cdots ,M_{n})}와 {\displaystyle (m_{1},\cdots ,m_{n})}가 존재하고 그 두 벡터에 대하여,
함수 {\displaystyle g(t)=f(a_{1}+tM_{1},\cdots ,a_{n}+tM_{n})}가 {\displaystyle t=0\ }에서 극대가 되고
함수 {\displaystyle h(t)=f(a_{1}+tm_{1},\cdots ,a_{n}+tm_{n})}가 {\displaystyle t=0\ }에서 극소가 된다
는 것이 성립한다는 것이다.

## 특징
미분가능한 다변수실함수의 정류점(기울기 벡터가 영벡터가 되는 점. 즉, 접평면이 수평이 되는 점)은 안장점이 극값이다.

## 수학적 논의
실수 이변수함수 {\displaystyle f(x,y)}의 주어진 정류점이 안장점인지 확인하는 간단한 기준은 그 점에서의 함수의 헤시안 행렬을 계산하는 것이다: 헤시안 행렬이 부정부호행렬 일 때 그 점은 안장점이라 할 수 있다. 

예를 들면, 함수 {\displaystyle z=x^{2}-y^{2}}의 정류점 {\displaystyle (0,0)}에서의 헤시안 행렬 값은 {\displaystyle {\begin{pmatrix}2&0\\0&-2\end{pmatrix}}}으로 부정부호행렬이다. 따라서, 이 점은 안장점이다. 

그렇지만 이 기준은 오직 충분조건만 제공한다. 예를 들면 점 {\displaystyle (0,0)}은 함수 {\displaystyle z=x^{4}-y^{4}}의 안장점이지만 이 함수의 헤시안 행렬 값은 부정부호행렬이 아닌 영행렬이다.

대부분의 경우, 매끈한 함수(그래프가 곡선, 곡면 혹은 초곡면)의 안장점은 정류점이다. 그 점의 어느 근방에서도 접선의 기울기는 0이 아니다.

일차원에서, 안장점은 정류점이자 변곡점이다. 이 점이 변곡점이기 때문에 이 점에서 극값을 갖지 않는다.

## 안장형 곡면
안장형 곡면(saddle surface)는 하나 이상의 안장점을 포함하는 매끄러운 곡면이다. 말 안장의 독특한 모양에서 유래된 용어이다.

유클리드 공간에서 2차원의 안장형 곡면의 가장 단순한 예는 2차 표면으로 쌍곡 포물면 {\displaystyle z=x^{2}-y^{2}}("표준 안장면"이라고 불림)과 일엽쌍곡면(hyperboloid of one sheet)이 있다. 일상적으로 프링글스 감자칩의 모양을 예로 들 수 있다.

안장형 곡면은 양의 가우스 곡률을 갖는 볼록면 및 타원곡면과는 다르게 음의 가우스곡률을 갖는다. 고전적인 3차 안장형 곡면은 원숭이 안장(Monkey saddle)이다.

## 안장점법
수학에서, 안장점법(saddle point method) 또는 최급강하법(method of steepest descent)은 적분을 근사하는 라플라스 방법의 확장으로 복소 평면에서 정류점(안장점) 근방을 통과하는 경로 적분에서 사용하며 주로 최대 경사 지점 혹은 정지상에서 사용한다. 라플라스 방법은 실수의 적분에서 사용되는 반면에 안장점법은 복소평면에서 사용된다.

이 적분은 C가 경로이고 λ가 매우 클 때 {\displaystyle \int _{C}f(z)e^{\lambda g(z)}dz}의 형태로 나타난다.

안장점법은 리만의 초기하함수인 베셀 함수를 측정하기 위하여 디바이에 의하여 처음 소개되었다. 최급강하 경로는 최대최솟값을 갖는다.

### 단순한 계산[1]
f를 정의하여 S : Cn → C이고 C ⊂ Cn라 하자.
만약 {\displaystyle M=\sup _{x\in C}\Re (S(x))<\infty }를 만족할 때, 

실수 범위의 {\displaystyle \Re (\cdot )}에 대하여 양의실수 {\displaystyle \lambda _{0}}가 존재하여
{\displaystyle \int _{C}\left|f(x)e^{\lambda _{0}S(x)}\right|dx<\infty ,}를 만족하면
{\displaystyle \left|\int _{C}f(x)e^{\lambda S(x)}dx\right|\leqslant {\text{const}}\cdot e^{\lambda M},\qquad \forall \lambda \in \mathbb {R} ,\quad \lambda \geqslant \lambda _{0}.}

### 축퇴되지 않은 하나의 안장점의 경우

#### 기본 개념과 표기
복소 n차원의 벡터 x를 정의하여
{\displaystyle S''_{xx}(x)\equiv \left({\frac {\partial ^{2}S(x)}{\partial x_{i}\partial x_{j}}}\right),\qquad 1\leqslant i,\,j\leqslant n,}
함수의 {\displaystyle ''S''(''x'')}의 헤시안 행렬을 뜻한다.
만약
{\displaystyle {\boldsymbol {\varphi }}(x)=(\varphi _{1}(x),\varphi _{2}(x),\ldots ,\varphi _{k}(x))}가 벡터 함수이면, 이는 야코비 행렬로 정의할 수 있는데, 다음과 같이 쓸 수 있다.
{\displaystyle {\boldsymbol {\varphi }}_{x}'(x)\equiv \left({\frac {\partial \varphi _{i}(x)}{\partial x_{j}}}\right),\qquad 1\leqslant i\leqslant k,\quad 1\leqslant j\leqslant n.}
정칙함수 S(z)의 극값을 갖는 지점(예를 들면 ∇S(z0) = 0)인 축퇴되지 않은 안장점 z0 ∈ Cn은 헤시안의 항상 존재하는 행렬식을 갖는다(예를 들면, {\displaystyle \det S''_{zz}(z^{0})\neq 0}).

#### 복소모스 이론(Complex Morse Lemma)
실수에서 정의된 함수에 적용되는 모스 이론은 정칙함수로 일반화될 수 있다.

정칙함수 S(z)의 축퇴되지 않은 점 z0에서, S(z) − S(z0)가 정확히 2차인 지점이 존재한다. 

더 엄밀히 말하면, W ⊂ Cn에서 S를 정칙함수로 정의하고, W내의 z0를 S의 축퇴되지 않은 안장점으로 정의하면,

∇S(z0) = 0이고 {\displaystyle \det S''_{zz}(z^{0})\neq 0}이다.
그러면 U ⊂ W of z0와 V ⊂ Cn of w = 0 가 존재하고 전단사 정칙함수φ : V → U에서 φ(0) = z0이어서 {\displaystyle \forall w\in V:\qquad S({\boldsymbol {\varphi }}(w))=S(z^{0})+{\frac {1}{2}}\sum _{j=1}^{n}\mu _{j}w_{j}^{2},\quad \det {\boldsymbol {\varphi }}_{w}'(0)=1}이 존재하고,

여기서 μj는 행렬 {\displaystyle S_{zz}''(z^{0})}의 고유값이다.

## 다변수 함수의 극대, 극소, 안장점[3]
한 개의 변수로 된 함수 {\displaystyle f(x)}에 의해서 표시될 수 없는 극대와 극소의 문제가 있다. 그 중 가장 간단한 것은 이변수함수 {\displaystyle z=f(x,y)}의 극값을 찾는 경우이다. 

{\displaystyle f(x,y)}는 xy평면 위의 한 곡면의 높이 z로 표현할 수 있으며, 산의 모습으로 해석할 수 있다. {\displaystyle f(x,y)}의 극댓값은 산의 꼭대기에 대응하고 극솟값은 저지대나 호수의 바닥에 대응한다. 이 때 곡면이 매끈하다면 곡면에 대한 접평면은 수평이 될 것이다. 

안장점이란 접평면이 수평이면서 산의 정상도 아니고 계곡의 바닥도 아닌 점을 말하는데, 아래 그림을 통해 더 자세히 알아보자.

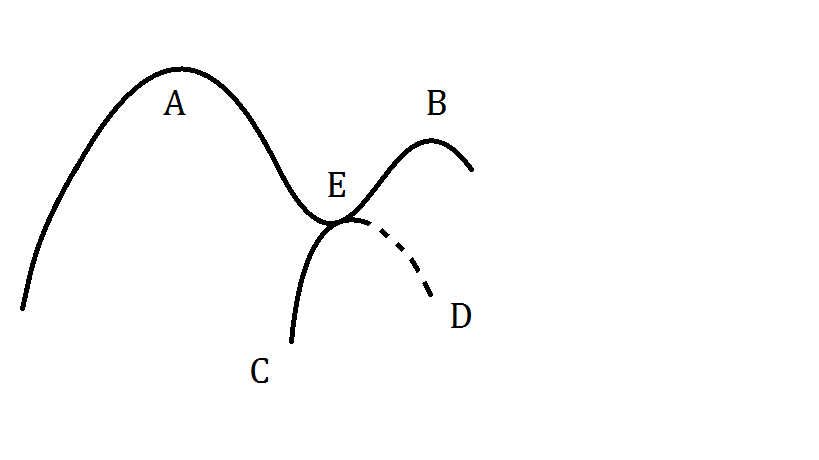
산의 고개
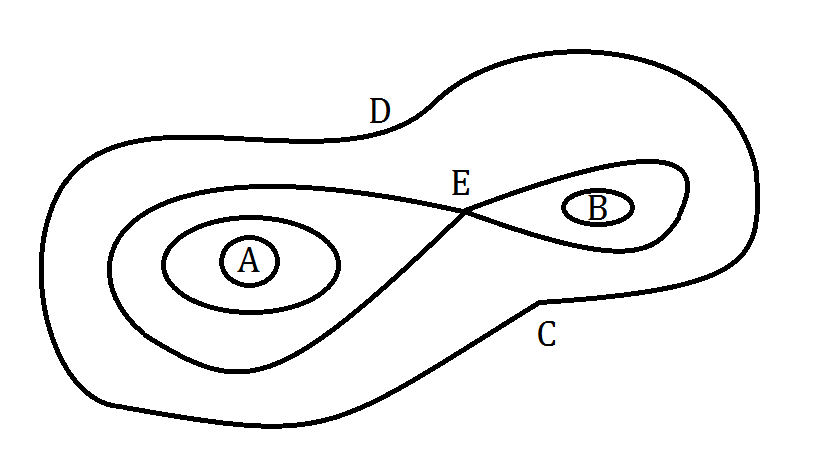
대응하는 경로도

그림1에서처럼 산맥 위의 두 개의 산 A, B와 그 산맥의 앞쪽과 뒷쪽에 있는 두 점 C, D에 대해 C로부터 D까지 가는 경로를 생각해보자. 

먼저 C와 D를 지나는 평면으로 곡면을 잘라서 얻어지는 C에서 D로의 경로만을 생각해보면 이러한 길들은 각각 가장 높은 점들을 갖는다. 자르는 평면의 위치를 변화시키면 경로도 바뀌며, 이 경로들의 가장 높은 점 중에서 높이가 최소인 점을 주는 어떤 경로 CD가 존재한다. 경로 CD 위의 가장 높은 점 E가 안장점이다. 이 점의 근방에서 E보다 더 크거나 작은 값을 찾을 수 있으므로 이 점은 극값을 나타내지 않는다.

같은 방법으로 점 A로부터 점 B까지의 경로를 생각하면 이 경로들은 가장 낮은 점을 갖는다. 위와 같이 A, B를 지나는 평면에 의한 곡면의 절단에 의해서 생기는 경로만을 생각해보면 어떤 경로 AB에 대하여 이 경로의 가장 낮은 점이 다른 여러 길의 가장 낮은 점보다도 더 높은 점을 나타낼 것이고, 그 점은 위와 같은 점 E가 된다. 

따라서 안장점 E는 가장 높은 극솟값 또는 가장 낮은 극댓값이라는 성질, 즉 극대극소값(maxi-minimum) 또는 극소극대값(mini-maximum)의 성질을 갖는 점이다.

점 E에서의 접평면은 수평을 이루는데, 그 이유는 점 E는 AB의 극솟점이므로 점 E에서의 AB에 대한 접선은 수평이어야 하고, 같은 방법으로 점 E는 CD의 극댓점이므로 점 E에서 CD에 대한 접선은 수평을 이루어야 하기 때문이다.

## 같이 보기
- 극값
- 쌍곡기하학